# Франсуа-Андре Венсан
Франсуа-Андре Венса́н (фр. François-André Vincent; 30 грудня 1746, Париж — 4 серпня  1816, Париж) — французький художник-неокласик.

## Життя та творчість
Першим його учителем малювання був батько, художник швейцарського походження Франсуа Елі Венсен, потім навчався у художника Жозефа-Марії В'єна. Після закінчення навчання  в 1768 рік завоював Римську премію і поїхав на навчання в Італію, де удосконалював свою майстерність у Французькій академії у 1771—1775 роках. У 1790 ріку Венсан став придворним художником короля Людовика XVI. Через два роки він — професор Королівської академії живопису і скульптури. У 1795 рік Венсан став співзасновником французької  Академії образотворчих мистецтв. Поряд з такими художниками, як Жак-Луї Давід і Жан-Оноре Фраґонар, Венсан належав до неокласичного напрямку в живописі.
У 1792—1796 ріках Венсан жив зі своєю давньою подругою, художницею Аделаїдою Лабіль-Жияр, в їхньому спільному будинку поблизу Парижа в департаменті Сена і Марна. У травні 1793 року Аделаїда, після багатьох років бюрократичних перепон, нарешті розлучилася зі своїм колишнім чоловіком, фінансовим чиновником Ніколя Жияром, і в червні 1799 а вийшла заміж за Венсана. На старості він часто хворів, і тому ледве був здатний малювати.
Мав учнів, серед яких П'єр-Ноласк Бержере, Шарль Тевенен, Поль Ландо, Ізабель Пенсон і Франсуа Жозеф Гейм.

## Галерея

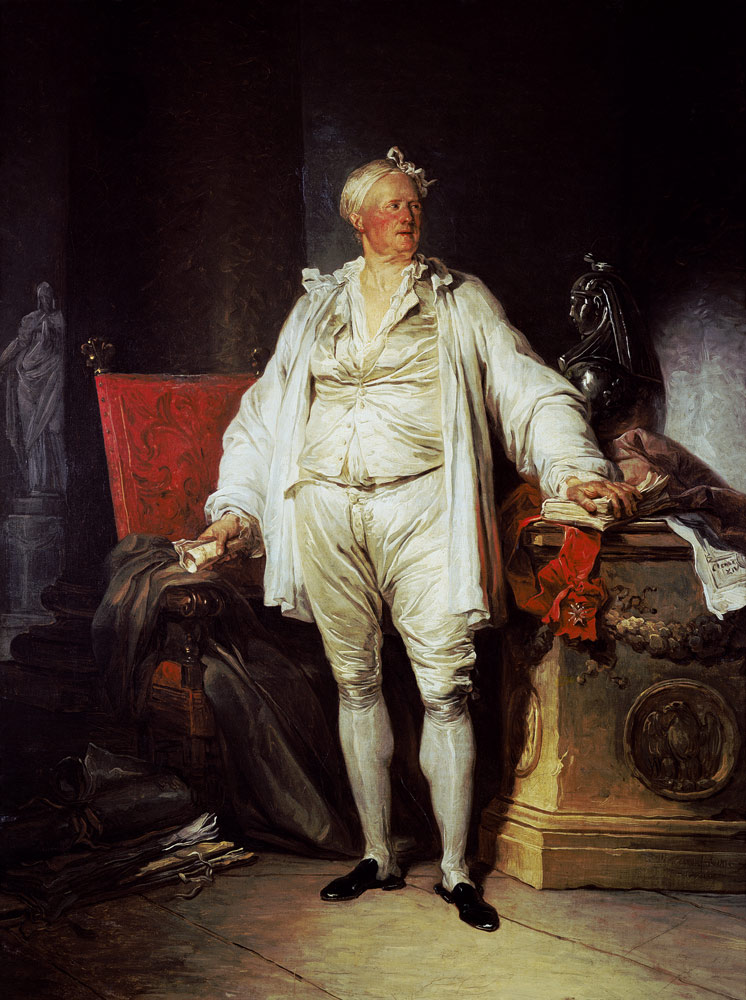
Портрет месье Бержере де Гранкура. 1774, Музей витончених мистецтв та археології Безансона, Франція.
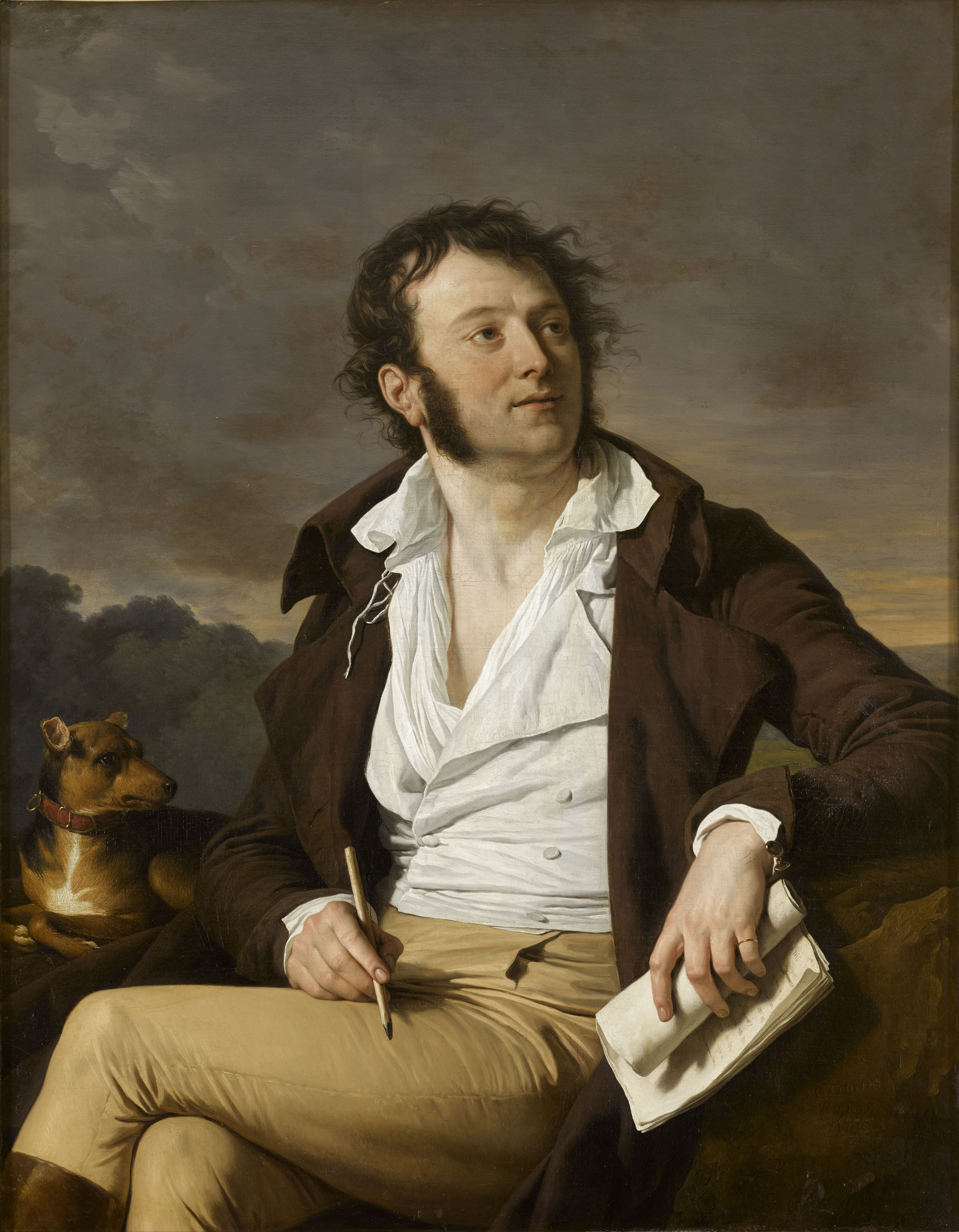
Портрет драматурга та байкаря Антуана-Венсана Арно. 1801, Версаль.
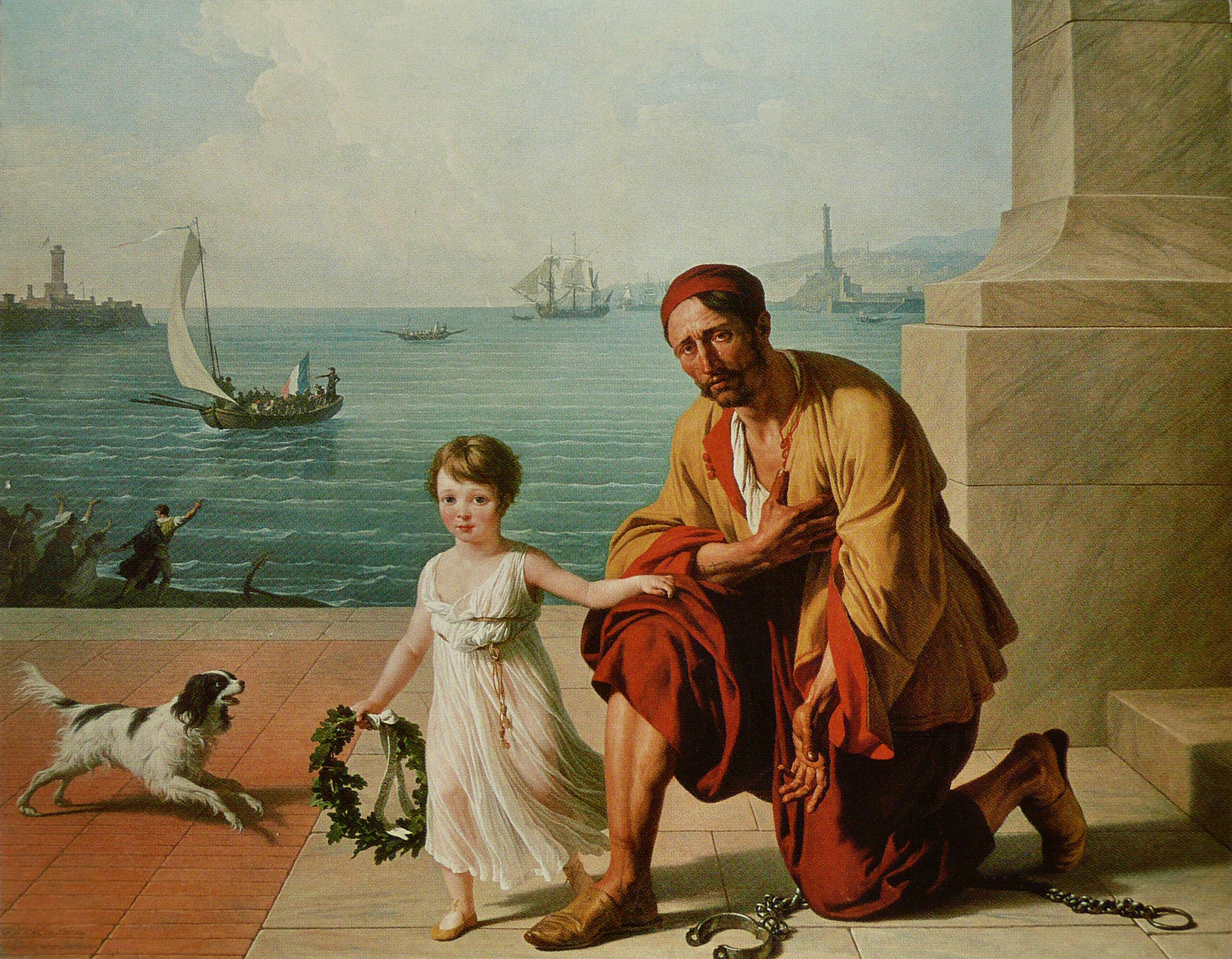
Франція звільняє рабів в Алжирі (алегорична картина). 1806, міський музей Касселя, Німеччина
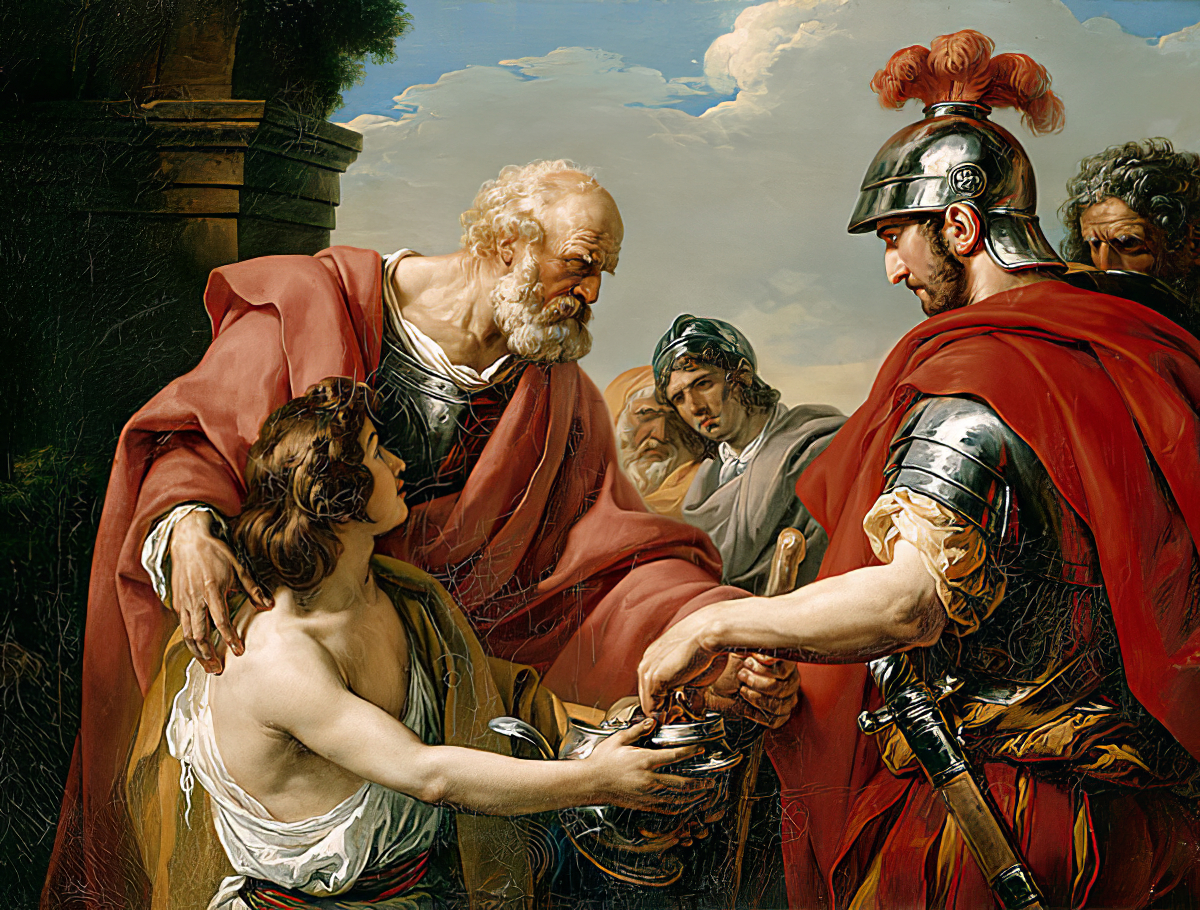
Велізарій. 1776, музей Фабра, Монпелье, Франція.
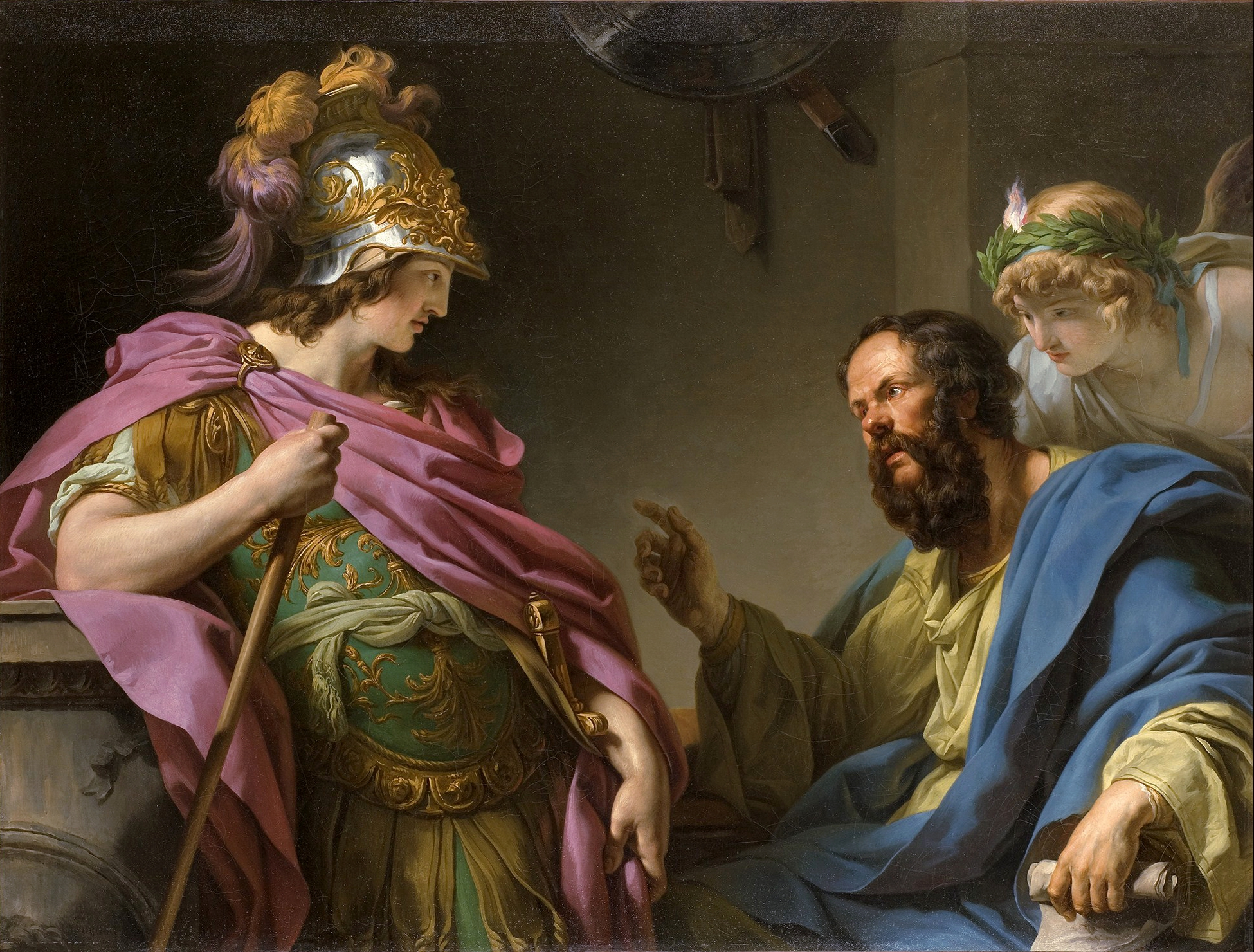
Алківіад розмовляє з Сократом. 1776, музей Фабра, Монпелье, Франція.
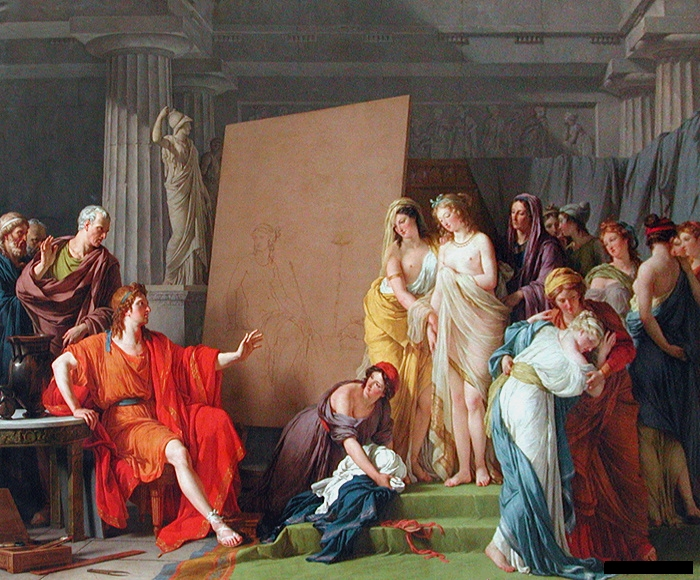
Художник Зевксіс обирає модель серед жінок Кротони. 1789, Лувр.
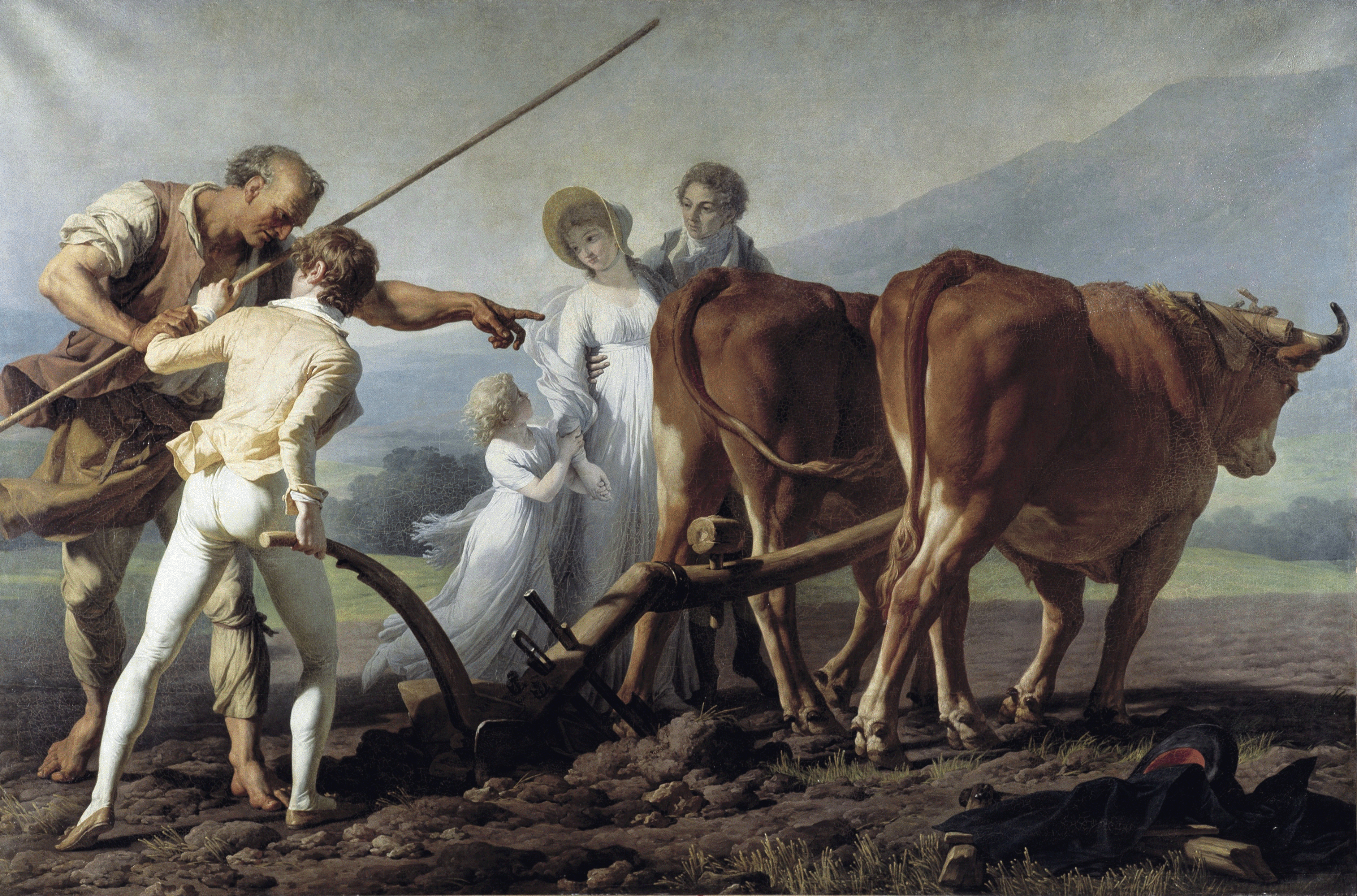
Урок пахоты. 1798, Музей образотворчих мистецтв, Бордо
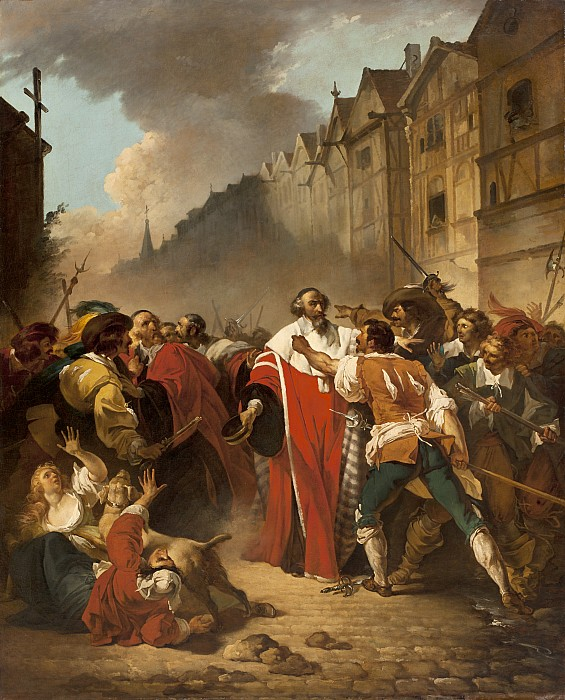
Матьо Моле серед заколотніків. 1779, Бурбонський палац, Париж.
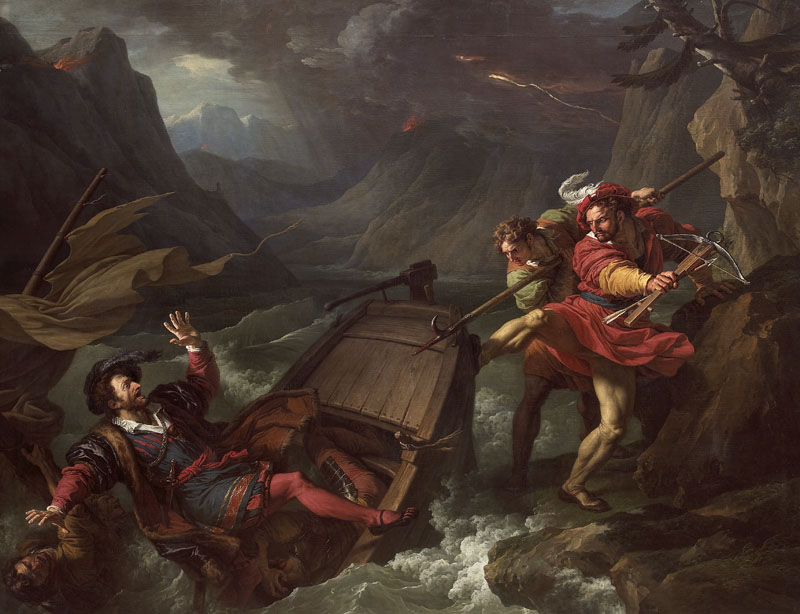
Вільгельм Телль перекидає човен, на якому губернатор Гесслер перетинає Люцернське озеро. Після 1791, Музей Августинців, Тулуза.
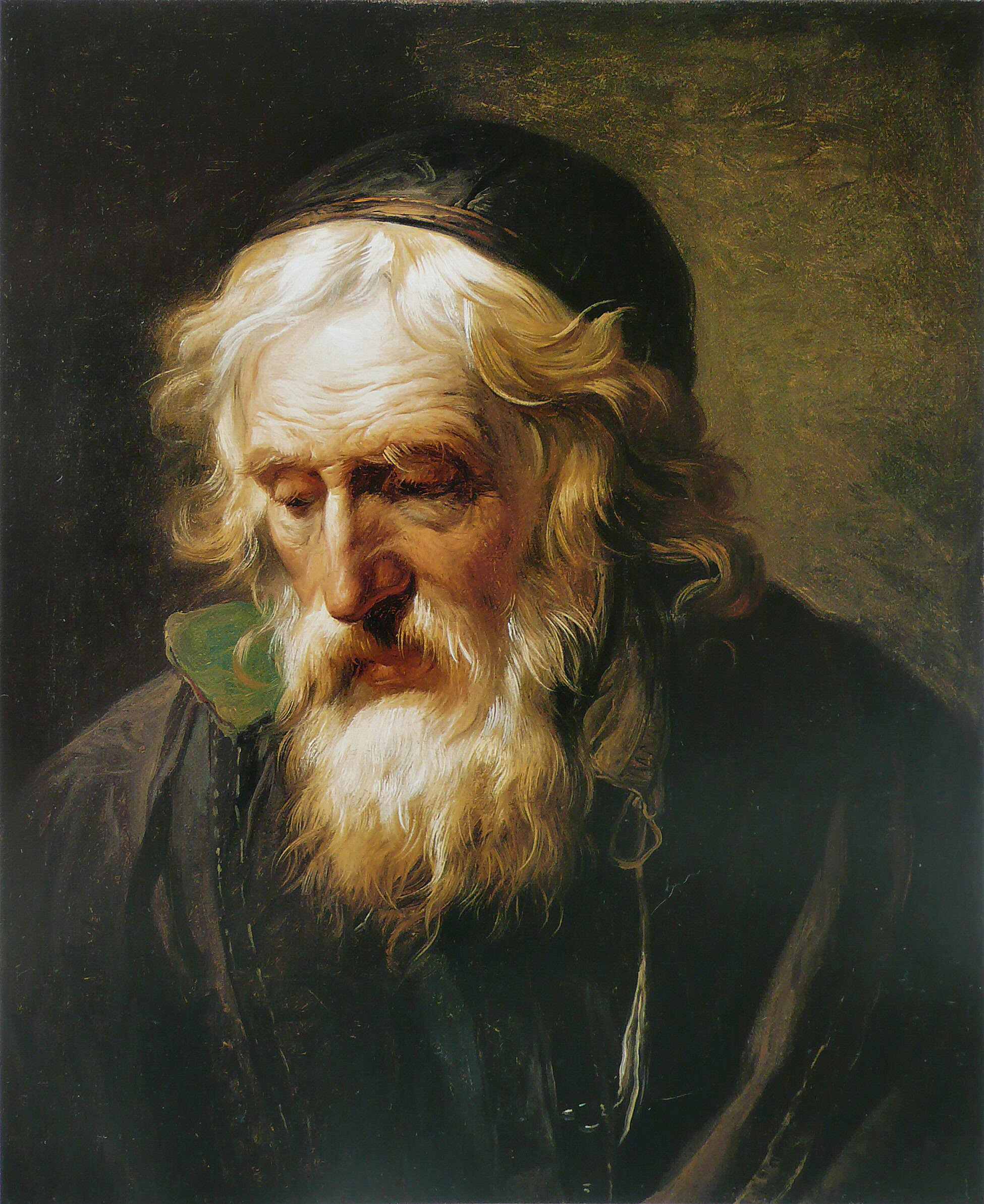
Грецький священик. Біля 1792, Ашаффенбург, Німеччина.
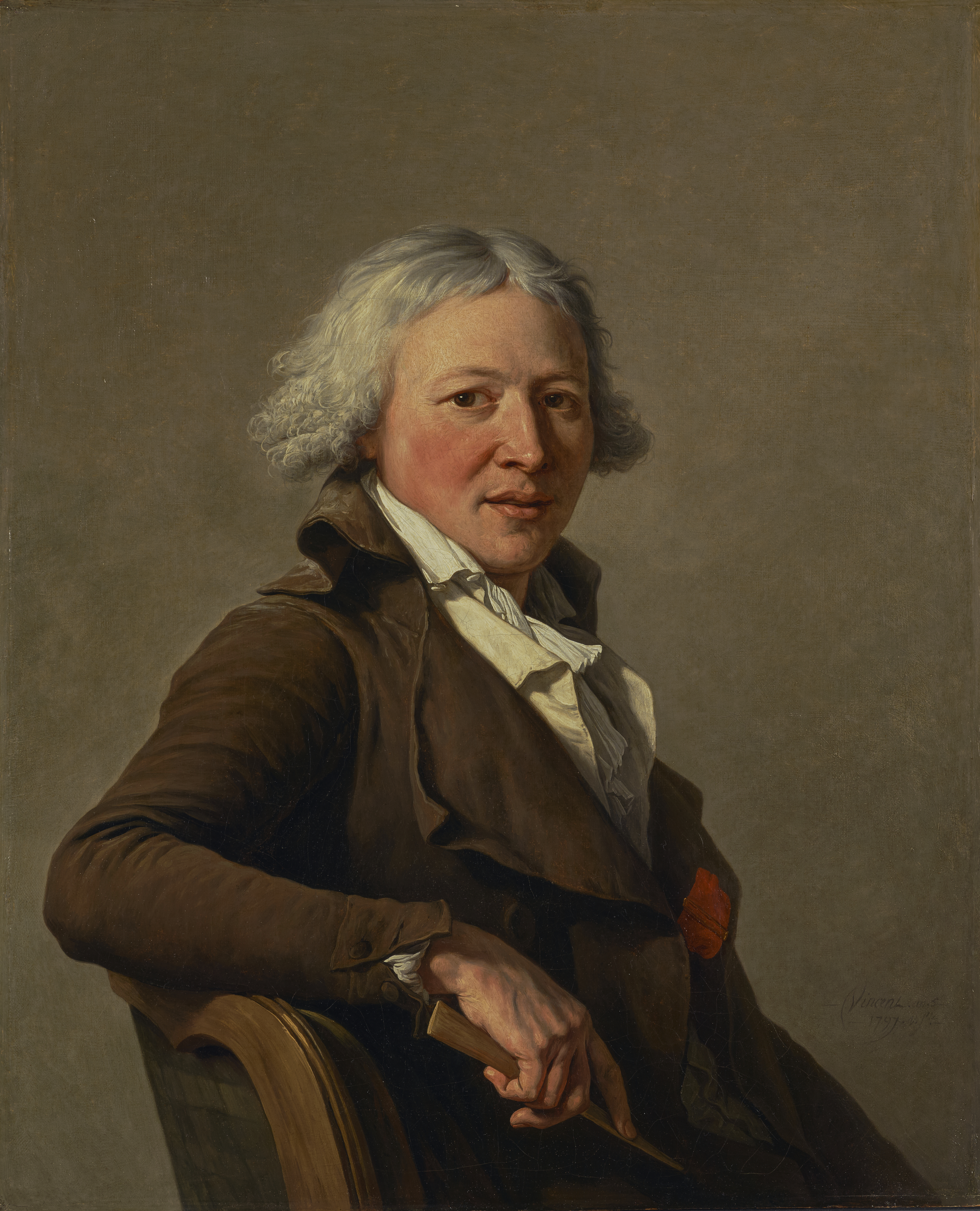
Портрет скульптора Філіппа Лорана Ролана. 1797, Центр Ґетті, Лос-Анджелес.
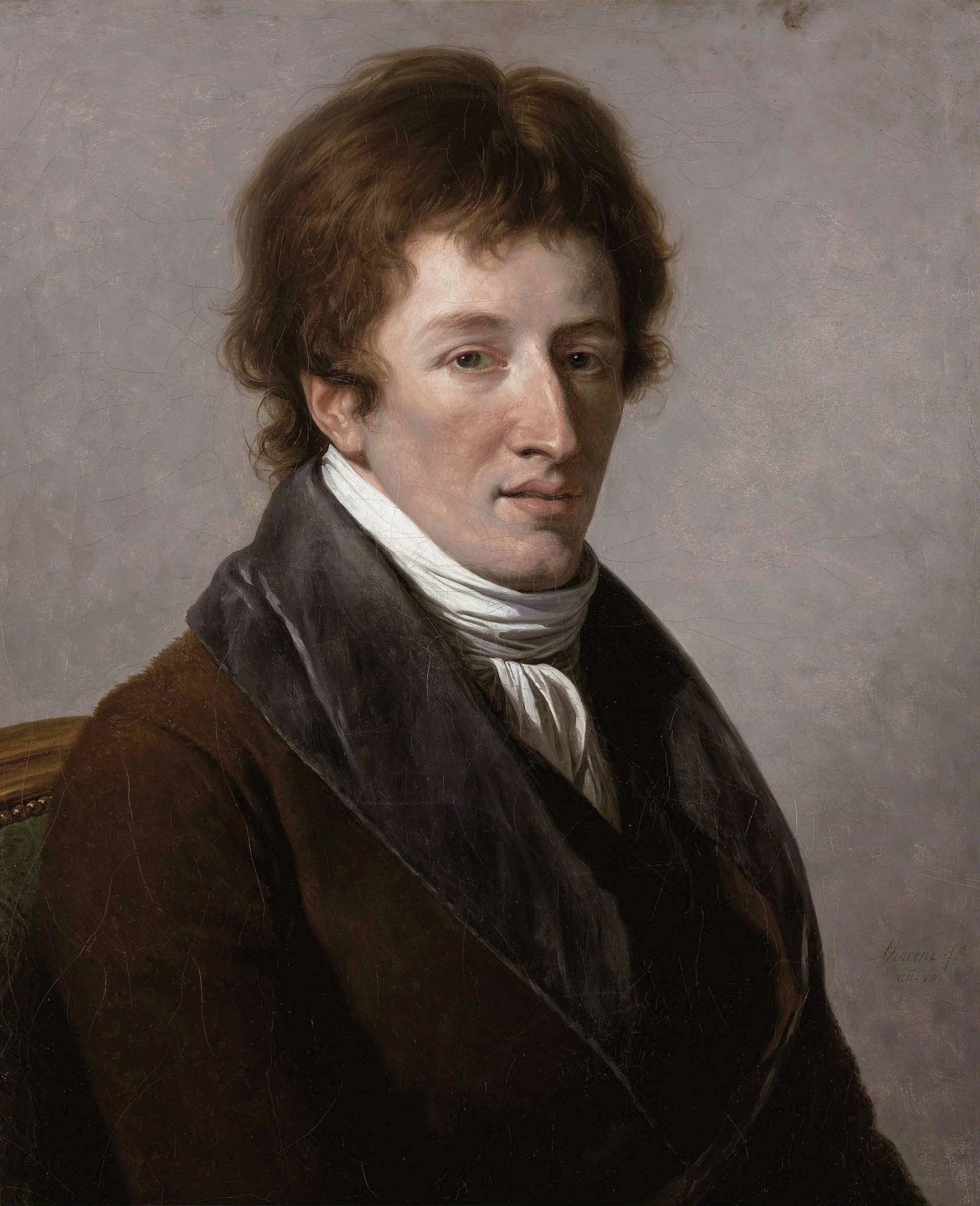
Портрет батька палеонтології Жоржа Кюв'є. Приватне зібрання
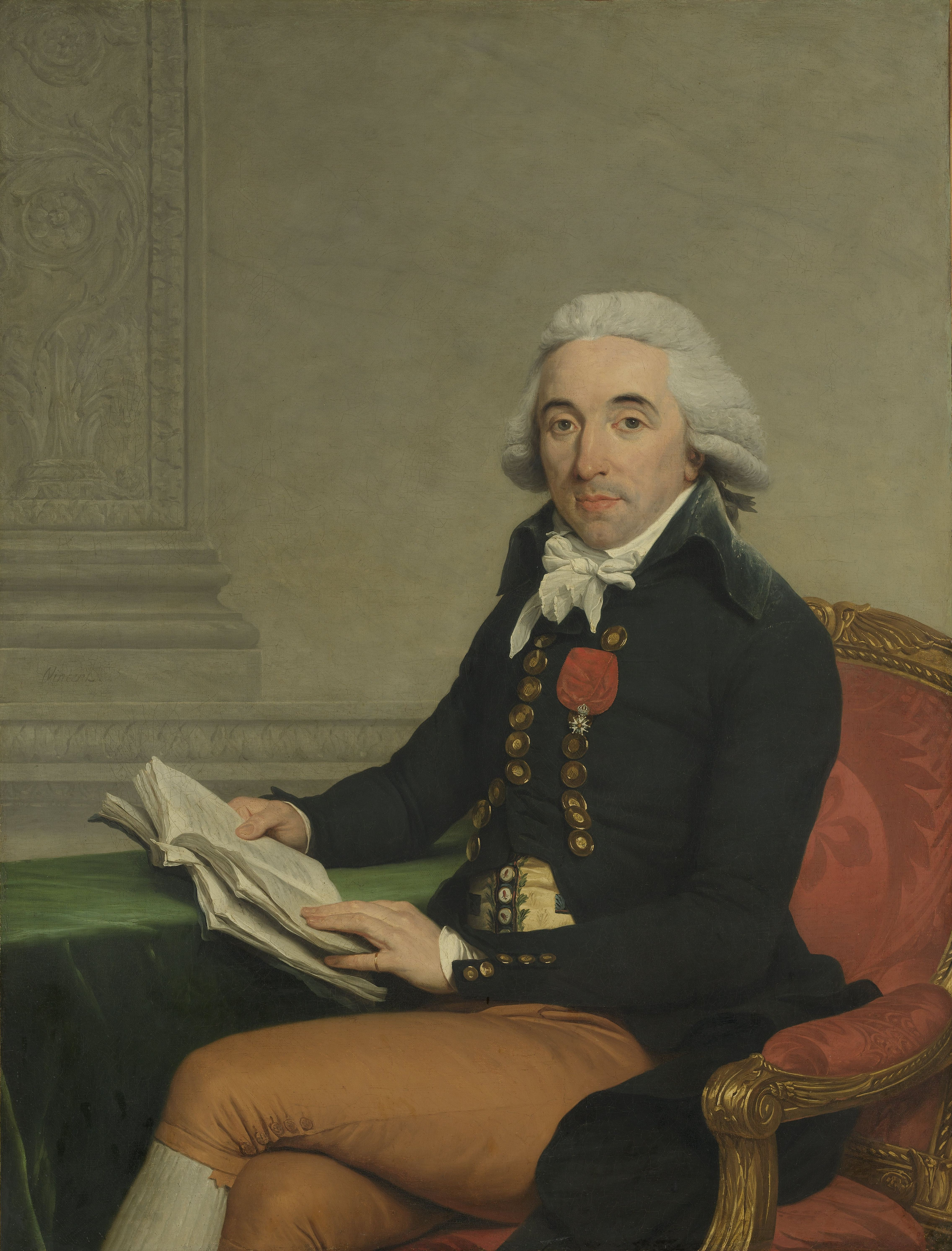
Портрет невідомого, Державний музей, Амстердам.
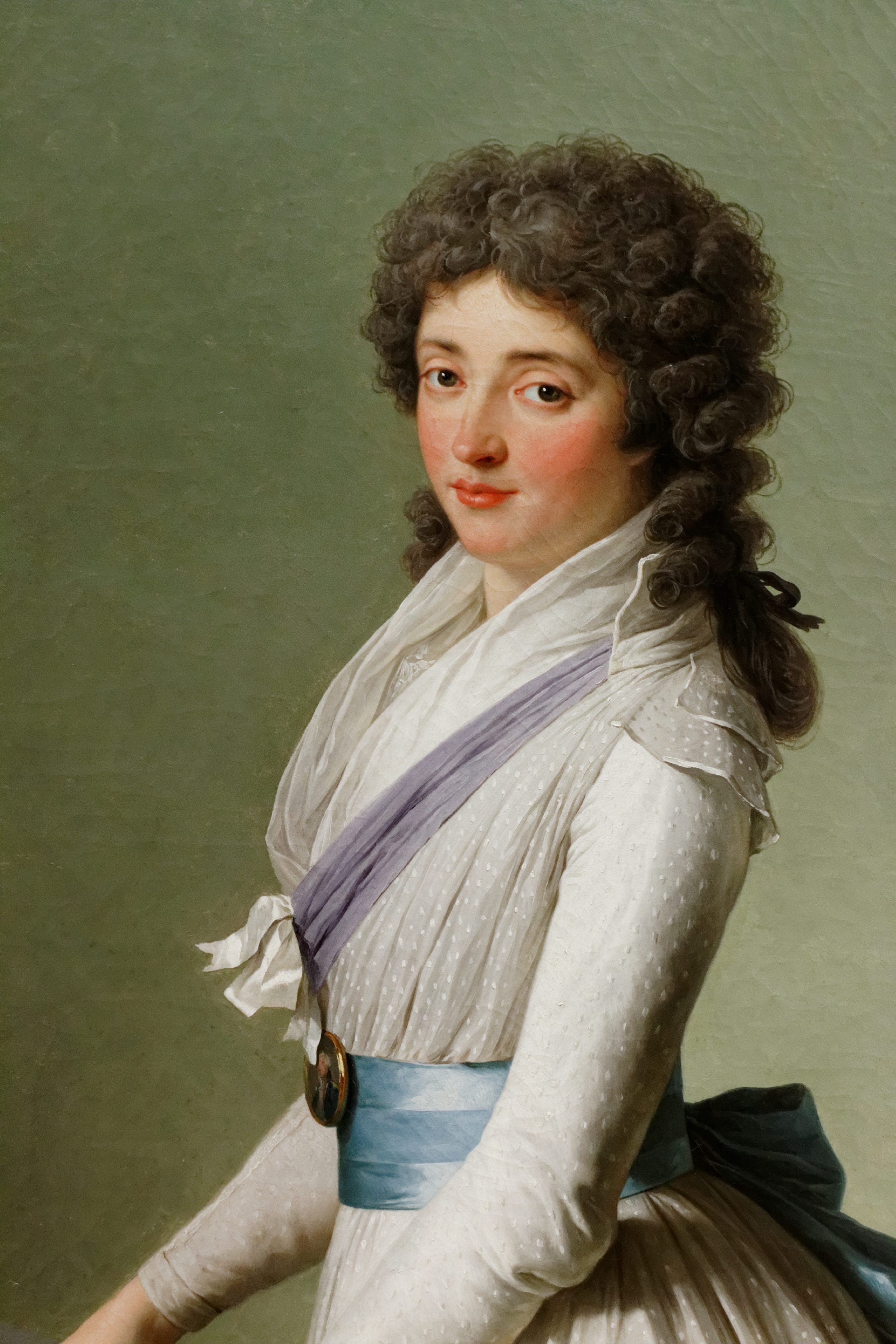
Портрет баронесси, 1793, Лувр.